# George Lennox

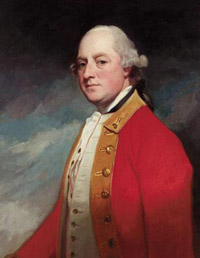
Lord George Lennox

George Henry Lennox (ur. 29 listopada 1737, zm. 25 marca 1805) – brytyjski arystokrata, polityk i wojskowy, młodszy syn Charlesa Lennoxa, 2. księcia Richmond i Lennox oraz lady Sarah Cadogan, córki 1. hrabiego Cadogan. Jego starszym bratem był 3. książę Richmond i Lennox.
25 grudnia 1759 r. poślubił lady Louise Kerr (przed 1744–1830), córkę Williama Kerra, 4. markiza Lothian i lady Caroline Darcy, córki 3. hrabiego Holdernesse. George i Louise mieli razem syna i trzy córki:
- Maria Louisa Lennox (zm. lipiec 1843)
- Emily Charlotte Lennox (zm. 19 października 1832), żona George'a Berkeleya, miała dzieci
- Charles Lennox (9 grudnia 1764 – 28 sierpnia 1819), 4. książę Richmond i 4. książę Lennox
- Georgina Lennox (6 grudnia 1765 – 20 stycznia 1841), żona Henry'ego Bathursta, 3. hrabiego Bathurst, miała dzieci

Od 1761 do 1790 r. zasiadał w Izbie Gmin. Najpierw reprezentował okręg Chichester, później (od 1767 r.) okręg Sussex. 29 grudnia 1762 r. został pułkownikiem King's Own Scottish Borderers. Regimentem tym dowodził aż do swojej śmierci. W międzyczasie został awansowany do stopnia generała. 16 lutego 1784 r. został konstablem twierdzy Tower of London.
Pomimo hanowerskich sympatii swojego ojca i brata, lord George ożenił swojego syna z dziedziczką klanu Gordonów, jednych z najbardziej prominentnych rodów jakobickich.